# Торнаља
Торнаља (слч. Tornaľa, мађ. Tornalja, раније Шафариково слч. Šafárikovo) град је у Словачкој, који се налази у оквиру Банскобистричког краја.

## Географија
Торнаља је смештена у јужном делу Словачке, на 7 км од државне границе са Мађарском. Престоница државе, Братислава, налази се 300 км западно од града.
Рељеф: Торнаља се развила у Јужнословачкој котлини, која се простире између мађарске границе на југу и планине Словачко рудогорје на северу. Град се сместио у долинском делу, на 180 m надморске висине.
Клима: Клима у Торнали је умерено континентална.
Воде: Торнаља се налази на левој обали реке Шајо.

## Историја
Људска насеља на овом простору везују се још за време праисторије. Насеље под данашњим именом први пут се спомиње у 1245, а околина је била насељена Словацима и Мађарима. Током следећих векова град је био у саставу Угарске као обласно трговиште.
Крајем 1918. Торнаља је постала део новоосноване Чехословачке. У периоду од 1938. до 1944. град је био враћен Хортијевој Мађарској, али је поново враћен Чехословачкој после рата. У време комунизма (1950-1992) насеље је носило назив Шафариково, да би потом, на тражење грађана, био враћен пређашњи назив. Током комунистичког раздобља је град је нагло индустријализован, па је дошло до наглог повећања становништва. После осамостаљења Словачке град је постао њено значајно средиште, али је дошло и до проблема везаних за преструктурирање привреде.

## Становништво
| Година:    | 1994. | 2004.   | 2014.   | 2024.   |
| ---------- | ----- | ------- | ------- | ------- |
| Број људи: | 8457  | 8016    | 7364    | 6702    |
| Разлика:   |       | -5,21 % | -8,13 % | -8,98 % |

| Година:    | 2023. | 2024.   |
| ---------- | ----- | ------- |
| Број људи: | 6741  | 6702    |
| Разлика:   |       | -0,57 % |

Данас Торнаља има мање од 8.000 становника и последњих година број становника опада.
Етнички састав: По попису из 2001. састав је следећи:
- Мађари - 62,1%,
- Словаци - 29,8%,
- Роми - 6,7%%,
- Чеси - 0,5%,
- остали.

## Партнерски градови
- Општина Ваља Луј Михај

## Галерија
- Главни трг у Торнали
- Градска калвинистичка црква
- Градска римокатоличка црква
- Средња школа